# Doeleben
De Doeleben (Russisch: Дуле́бы, Oudrussisch: Дулѣби) waren een Oost-Slavische stam in het noordwesten van het huidige Oekraïne.
Volgens de Nestorkroniek woonden de Doeleben "aan de Boeg, waar tegenwoordig de Volyniërs wonen". In zijn De administrando imperio schrijft Constantijn VII Porphyrogennetos dat aan het begin van de 7e eeuw keizer Herakleios de Doeleben en de Chorvaten naar de Balkan riep, ter verdediging tegen de Avaren. De Nestorkroniek noemt in dit verband een overval van de Avaren op de Doeleben.
In 907 namen de Doeleben deel aan de belegering van Constantinopel door Oleg de Wijze. Hierna worden de Doeleben niet meer in de kronieken vermeld. Vermoedelijk zijn ze in de loop van de 10e eeuw opgegaan in de Volyniërs, of door hen verdrongen.
Archeologisch worden ze in verband gebracht met de Kortsjakcultuur.